# Jennes de Mol
Johannes Hermann Adrianus Cornelis (Jennes) de Mol (12 augustus 1963) is een Nederlandse diplomaat. Hij is sinds 5 september 2024 de ambassadeur van het Koninkrijk der Nederlanden in Polen. 
Jennes de Mol rondde in 1989 zijn studies Griekse en Latijnse Taal en Cultuur, Klassieke Archeologie af aan de Radboud Universiteit ; in 1994 stuurde hij aan Radboud Universiteit af op Nederlands recht en Internationaal Privaatrecht. De Mol spreekt Nederlands, Engels, Frans, Duits, Italiaans, Russisch, Oekraïens en Spaans.
Na een uitgebreide militaire dienst begon hij in 1992 bij het Ministerie van Buitenlandse Zaken en werkte hij op de afdeling Afrika, bij de ambassade in Moskou en bij de permanente vertegenwoordiging bij de VN en andere internationale organisaties in Genève . Hij was personeels- en managementadviseur bij het Ministerie van Buitenlandse Zaken (2003-2005); hoofd van de afdeling personeels- en managementadvies (2005-2008); plaatsvervangend ambassadeur op de Nederlandse ambassade in Praag (2008-2010); civiel vertegenwoordiger bij de NAVO Task Force VIII Uruzgan in Afghanistan ; directeur van de provinciale wederopbouwteams 8 en 9. Hij was consul-generaal in Sint-Petersburg (2011-2014); In 2024 was De Mol MH17 vanuit Kiev. Vervolgens was hij ambassadeur in Abu Dhabi in de Verenigde Arabische Emiraten (2014-2015);   Hij was directeur personeelszaken bij het Ministerie van Buitenlandse Zaken (2015-2019);  ambassadeur in Oekraïne (2019-2024).    Sinds 2024 is De Mol ambassadeur in Polen.

## Prijzen en onderscheidingen
Oekraïne:
- Orde van Verdienste, 3e klasse (2024) [1]

1. ↑  (uk) УКАЗ ПРЕЗИДЕНТА УКРАЇНИ №576/2024 (23 augustus 2024). Geraadpleegd op 24 augustus 2024.